# Tiekel
Pour la localité du Burkina Faso, voir Tiékel.
La rivière Tiekel est un cours d'eau d'Alaska, aux États-Unis situé dans la région de recensement de Valdez-Cordova. C'est un affluent de la rivière Copper.

## Description
Longue de 34 milles (55 km), elle coule en direction du sud-ouest puis de l'est jusqu'à la rivière Copper où elle se jette à  3,5 milles (6 km) au nord-est de son confluent avec Thunder Creek et à 47 milles (76 km) à l'est-nord-est de Valdez dans les montagnes Chugach.
Son nom indien a été référencé par le lieutenant Allen.